# 야마모토 슈토
야마모토 슈토(일본어: 山本 脩斗, 1985년 6월 1일 ~ )는 일본의 축구 선수이다.

## 구단 경력
그는 2008년부터 2023년까지 J리그의 주빌로 이와타, 가시마 앤틀러스, 쇼난 벨마레에서 활동하였다.

## 국가대표팀 경력
그는 2006년 아시안 게임에 참가할 일본 U-23 국가대표팀에 발탁되었다.
2017년 EAFF E-1 풋볼 챔피언십에 참가할 일본 국가대표팀에 발탁되었으며, 12월 12일 중국와의 경기에서 데뷔했다.

## 통계
| 일본 | 일본 | 일본 |
| 연도 | 출전 | 득점 |
| ---- | ---- | ---- |
| 2017 | 1    | 0    |
| 통산 | 1    | 0    |